# Lucius Murena
 (mai 2017).
Si vous disposez d'ouvrages ou d'articles de référence ou si vous connaissez des sites web de qualité traitant du thème abordé ici, merci de compléter l'article en donnant les références utiles à sa vérifiabilité et en les liant à la section « Notes et références ».
Lucius Murena est un patricien dans la bande dessinée Murena, de Philippe Delaby, Jean Dufaux et Theo. Il est le personnage principal de la série. Originaire de Rome, il est du même âge que Néron.

## Biographie fictive
Lucius Murena est le fils de Lollia Paulina. Comme l'empereur Claude est l'amant de Lollia Paulina, l'impératrice Agrippine en conçoit une jalousie aiguë, conduisant à l'assassinat de sa rivale. Après le meurtre de Lollia Paulina dans La Pourpre et l'Or, Murena cherche à trouver les coupables. Bien que les pistes soient troubles au départ, il finit par comprendre l'implication du nouvel empereur, Néron, dans ce meurtre. Par la suite, Murena tombe amoureux de l'ancienne amante de Néron, Acté. La mort de cette dernière en Gaule abat profondément le romain qui jure vengeance contre l'empire. De retour à Rome, Murena déclenche, par accident, le grand incendie de Rome qui détruira pendant des jours la ville. Envahi par les remords, il participe aux travaux de reconstruction de la ville. Murena prend pour nouvelle amante Claudia, fille de Ruffalo.

## Origine
Murena est un patricien, fils de Lollia Paulina. Il vient d'une famille riche et aisée.

### Nom
Le nom de Lucius Murena est une allusion à l'album Lucius, le sourire de la murène, dont l'action se déroule sous le règne de Néron. Cet ouvrage de Jean Dufaux et Xavier Musquera est publié en 1986 par Edition des Archers  (ISBN 2-87144-008-5).

## Description

### Physique
De type européen, Murena est un homme de haute taille et bien constitué. Ses cheveux sont noirs et coupés durant les premiers tomes de la saga. Néanmoins, il se les laisse pousser avec le temps ainsi qu'une barbe de quelques jours.

## Différence entre fiction et réalité
Lucius Murena est un personnage fictif. Par conséquent, les chroniqueurs n'ont pas documenté ses actes. 
- La véritable Lollia Paulina n'avait pas d'enfant.
- Murena serait à l'origine du grand incendie de Rome, par accident, lors d'une confrontation avec le gladiateur Massam.

## Annexe